# 永利度假村
永利度假村有限公司，簡稱永利度假村（英語：Wynn Resorts Limited，NASDAQ：WYNN），於2002年10月25日，由夢幻度假村集團前主席及首席執行官史提芬·艾倫·永利，於現時總部內華達州天堂市設立。
主要經營開發和營運高檔酒店和賭場，直至2013年止，已發展了4個物業。
2000年，史提芬·艾倫·永利同意把旗下夢幻度假村集團出售給美高梅國際酒店集團，而上述為1973年創立。而同一期內，以2.7億美元收購沙漠假日客棧。
該公司和宇宙娛樂公司創辦人兼日本億萬富豪岡田和生為生意拍檔，合組為美國宇宙博彩公司，每股權差不多各佔一半以上。
2002年，該公司聘請投資銀行家Ronald Kramer為委任為董事兼總裁，主要負責籌備上市招股等事項。
該公司進行公開招股，在2002年10月25日於納斯達克上市。
首批工程項目，是永利拉斯維加斯於2005年4月28日開業。
該公司進行在2004年6月28日，第二建設項目，永利澳門於2006年9月25日開業。
2006年4月28日，安可拉斯維加斯為了慶祝永利拉斯維加斯成立一週年舉行了第二棟飯店大樓的動土典禮，而主席史提芬·永利也公布重建永利拉斯維加斯高爾夫球場，名為永利鄉村俱樂部。而原本2009年前動工的「永利百匯」，把人工湖一分為二，也因為種種問題而胎死腹中。
永利安可，則在2010年4月21日，於澳門的永利澳門場內進行第二項目開始。
2016年8月22日，位於澳門路氹城的永利皇宮正式開幕。
2018年2月7日，史提芬·艾倫·永利因性騷擾醜聞辭去公司職務。
2018年3月23日，銀河娛樂以9億2750萬美元（相當於72億8088萬港元），收購530萬股永利渡假村的新股，佔永利已發行股本約百分之4.9，每股作價175美元。
截至2020年，永利度假村公司已開發了六處物業。最值得注意的是，其旗艦永利拉斯維加斯（Wynn Las Vegas）和安可拉斯維加斯（Encore Las Vegas）分別在2020年《福布斯旅遊指南》（FTG）星級評定中獲得五星級榮譽，現在分別是世界上最大和第二大的FTG五星級度假村。永利皇宮（Wynn Palace）原為2018年獲得FTG五星級殊榮，是第三大。

## 外部連結
- 官方网站：美國總公司、永利拉斯維加斯、永利澳門